# Miranda do Corvo
Miranda do Corvo község és település Portugáliában, Coimbra kerületben. A település területe 126,38 négyzetkilométer. Miranda do Corvo lakossága 13098 fő volt a 2011-es adatok alapján. A településen a népsűrűség 100 fő/ négyzetkilométer.
Miranda do Corvo nevének jelentése Kilátás a Corvo-folyóra. A város temploma a város fölé magasodó hegyen áll. A rio de Janeiroi A Megváltó Krisztus szoborra hasonlító Jézus-szobor, szinten a templom mellett, a hegyről tekin le a vidékre. 
Miranda do Corvo mintegy 30 percnyire fekszik Coimbrától. A közeli Tabuasban található a Senhora da Piedade zarándokhely.

## Települései
A község a következő településeket foglalja magába, melyek:
- Lamas
- Miranda do Corvo
- Semide e Rio Vide
- Vila Nova

## Demográfia
| Miranda do Corvo község népessége (1801–2011) | Miranda do Corvo község népessége (1801–2011) | Miranda do Corvo község népessége (1801–2011) | Miranda do Corvo község népessége (1801–2011) | Miranda do Corvo község népessége (1801–2011) | Miranda do Corvo község népessége (1801–2011) | Miranda do Corvo község népessége (1801–2011) | Miranda do Corvo község népessége (1801–2011) | Miranda do Corvo község népessége (1801–2011) | Miranda do Corvo község népessége (1801–2011) | Miranda do Corvo község népessége (1801–2011) |
| --------------------------------------------- | --------------------------------------------- | --------------------------------------------- | --------------------------------------------- | --------------------------------------------- | --------------------------------------------- | --------------------------------------------- | --------------------------------------------- | --------------------------------------------- | --------------------------------------------- | --------------------------------------------- |
| 1801                                          | 1849                                          | 1900                                          | 1930                                          | 1960                                          | 1981                                          | 1991                                          | 2001                                          | 2004                                          | 2006                                          | 2011                                          |
| 6412                                          | 5891                                          | 12751                                         | 12608                                         | 12810                                         | 12231                                         | 11674                                         | 13069                                         | 13400                                         | 13622                                         | 13098                                         |

## Fordítás
- Ez a szócikk részben vagy egészben  a   Miranda do Corvo című angol Wikipédia-szócikk ezen változatának fordításán alapul.  Az eredeti cikk szerkesztőit annak laptörténete sorolja fel. Ez a jelzés csupán a megfogalmazás eredetét és a szerzői jogokat jelzi, nem szolgál a cikkben szereplő információk forrásmegjelöléseként.